# 上志佐村
上志佐村（かみしさむら）は、長崎県北松浦郡の内陸部にあった村。いわゆる昭和の大合併において、1954年（昭和29年）に北西隣の志佐町と合併を行い、改めて発足した志佐町の一部となった。
現在の松浦市志佐町南東部の山間地域にあたる。

## 地理
北松浦半島北東の内陸部に位置する。
- 山：豆五郎山、石盛山、大阪山、高法知岳
- 河川：志佐川、庄野川
- 溜池：明賀谷池、川頭池、柳原池

## 沿革
- 1889年（明治22年）4月1日 - 町村制施行により、高野村・横辺田村が合併し北松浦郡上志佐村が発足。
- 1949年（昭和24年）月日不詳 - 大字（高野・横辺田）を廃止[2]。
- 1954年（昭和29年）4月1日 - 志佐町と合併して改めて志佐町が発足し、上志佐村は自治体として消滅。

## 地名
免を行政区域とする。上志佐村では免の名称に大字（高野・横辺田）を冠称していたが、1949年（昭和24年）に大字を廃止した。
大字高野
- 赤木免
- 池成免
- 栢木免（かやのき）
- 高野免

大字横辺田
- 田平免（たのひら）
- 長野免
- 稗木場免
- 笛吹免
- 柚木川内免（ゆのきがわち）
- 横辺田免

## 上志佐村出身の著名人
- 友広郁洋（松浦市長）